# Eupithecia ivonskyi
Eupithecia ivonskyi là một loài bướm đêm trong họ Geometridae.